# 埃斯特韋雷納角

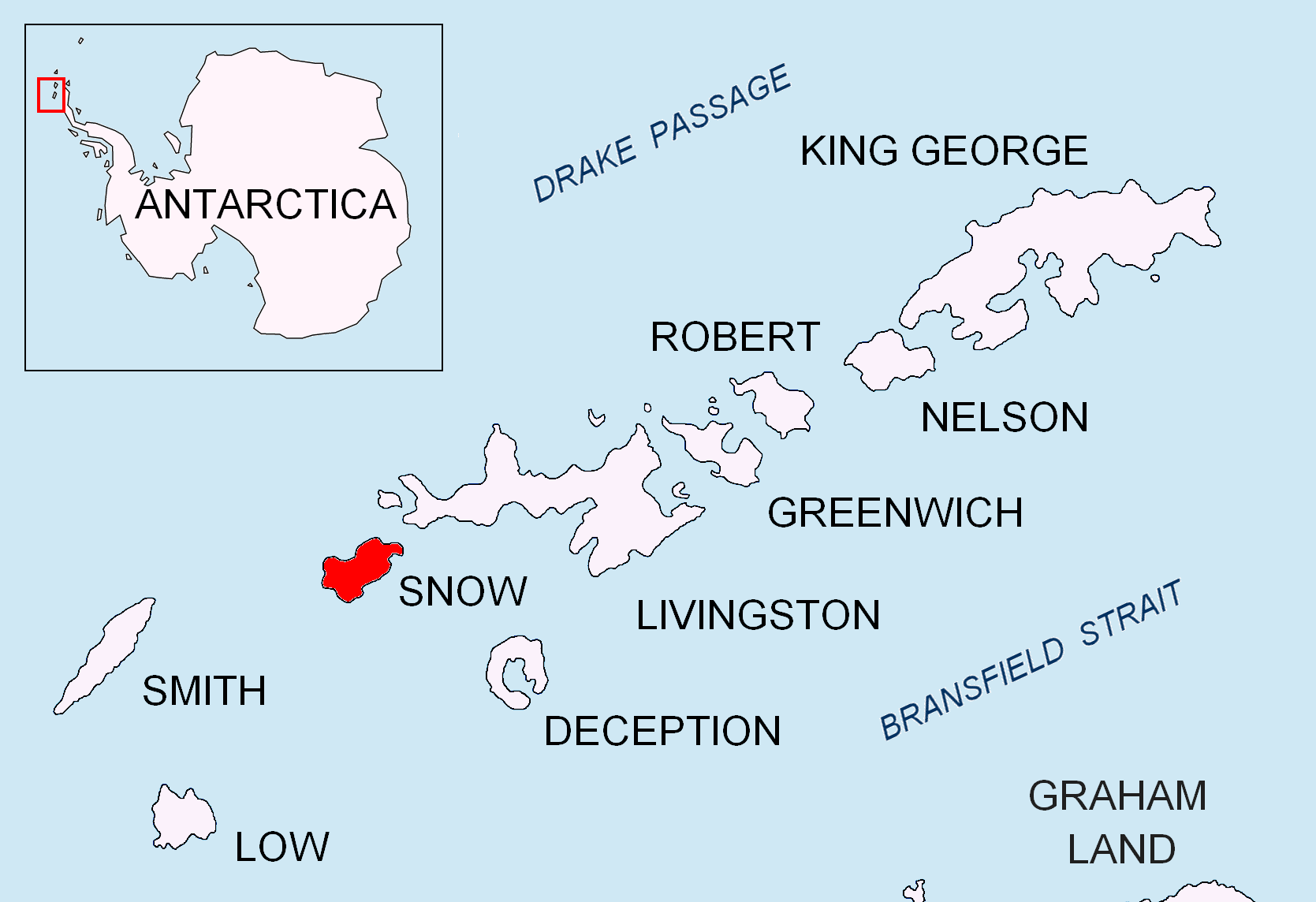

埃斯特韋雷納角（英語：Esteverena Point），是南極洲的海岬，位於南設得蘭群島的雪島西端，處於拜沃特角西南面2.89公里、康韋角西北面9.08公里、門羅角西北面4.1公里和史密斯角東北面40.64公里，現時由南極條約體系管理。